# All The Way... A Decade of Song
Albums de Céline Dion
Au cœur du Stade
(1999) The Collector's Series, Volume One
(2000)
All The Way... A Decade of Song en français (Tout le chemin... Une décennie de chansons) est une compilation de Céline Dion, sortie en novembre 1999. Elle est constituée de titres provenant des albums Celine Dion (1992), The Colour of My Love (1993), Falling into You (1996), Live à Paris (To Love You More est venue de cet album en Europe, en Australasie et au Canada) (1996), Let's Talk About Love (1997) et These Are Special Times (1998), ainsi que de 7 nouvelles chansons, dont That's the Way It Is et All the Way, un duo virtuel avec Frank Sinatra.

## Historique
All the Way...A Decade of song est la première compilation des plus grands succès anglophones de Céline Dion. Sortie le 12 novembre 1999, elle est composée de 9 enregistrements précédents et de 7 nouveaux titres. Céline Dion a principalement travaillé sur les nouvelles chansons avec David Foster. Parmi les autres producteurs, Max Martin, Kristian Lundin, Robert John "Mutt" Lange, James Horner et Matt Serletic.

## Ventes
All the Way...A Decade of song fait ses débuts au troisième rang sur le Billboard 200 avec des ventes de 303 000 exemplaires, le deuxième plus grand démarrage de la carrière de Céline Dion à cette époque, dépassé seulement par les 334 000 exemplaires de Let's Talk About Love de 1997. Il atteint la première place en se vendant la semaine suivante à 328 000 exemplaires supplémentaires. Sur la liste des albums les plus vendus du Billboard en 1999 aux États-Unis, All the Way...A Decade of song a été placé numéro treize avec des ventes de 2 900 000 exemplaires. Depuis il s'est vendu à plus de 9 114 000 exemplaires aux États-Unis et au total à plus de 25 millions d'exemplaires dans le monde.

## Titres
| 1.  | The Power of Love                                                              |  |
| 2.  | If You Asked Me To                                                             |  |
| 3.  | Beauty and the Beast (duo avec Peabo Bryson)                                   |  |
| 4.  | Because You Loved Me                                                           |  |
| 5.  | It's All Coming Back to Me Now                                                 |  |
| 6.  | Love Can Move Mountains                                                        |  |
| 7.  | To Love You More                                                               |  |
| 8.  | My Heart Will Go On (chanson-thème du film Titanic)                            |  |
| 9.  | I'm Your Angel (duo avec R. Kelly)                                             |  |
| 10. | That's the Way It Is (inédit)                                                  |  |
| 11. | If Walls Could Talk (inédit)                                                   |  |
| 12. | The First Time Ever I Saw Your Face (inédit)                                   |  |
| 13. | All the Way (duo virtuel avec Frank Sinatra, inédit)                           |  |
| 14. | Then You Look at Me (chanson-thème du film L'Homme bicentenaire, inédit)       |  |
| 15. | I Want You to Need Me (inédit)                                                 |  |
| 16. | Live (for the One I Love) (de la comédie musicale Notre-Dame de Paris, inédit) |  |

## Classements
| Pays             | Meilleure position | Certification | Vente     |
| ---------------- | ------------------ | ------------- | --------- |
| Allemagne        | 1                  | 7x Or         | 1 200 000 |
| Argentine        | 5                  | Platine       | 100 000   |
| Australie        | 1                  | 5x Platine    | 350 000   |
| Autriche         | 1                  | Platine       | 100 000   |
| Belgique         | 1                  | 3x Platine    | 150 000   |
| Brésil           |                    | Platine       | 250 000   |
| Canada           | 1                  | Diamant       | 1 000 000 |
| Danemark         | 2                  |               | 30 000    |
| Espagne          | 1                  | 2x Platine    | 250 000   |
| États-Unis       | 1                  | 7x Platine    | 9 114 000 |
| Finlande         | 1                  | Platine       | 56 000    |
| France           | 1                  | 2x Platine    |           |
| Hongrie          | 9                  | Or            | 25 000    |
| Irlande          | 1                  |               | 75 000    |
| Italie           | 4                  | 3             | 400 000   |
| Japon            | 1                  |               | 2 100 000 |
| Norvège          | 1                  | 3x Platine    | 100 000   |
| Nouvelle-Zélande | 2                  | 5x Platine    | 100 000   |
| Pays-Bas         | 1                  |               | 300 000   |
| Pologne          |                    | Platine       | 100 000   |
| Portugal         | 4                  |               | 80 000    |
| Royaume-Uni      | 1                  | 4x Platine    | 1 400 000 |
| Singapour        | -                  | Or            | -         |
| Suisse           | 1                  | 3x Platine    | 200 000   |
| Suède            | 1                  |               | 200 000   |
| Europe           | 1                  | 5x Platine    | 5 000 000 |

Ventes 22 054 200